# Nadieżda Lalina
Nadieżda Wasiliewna Lalina a domu Ałdoszina (ros. Надежда Васильевна Лялина z domu Алдошина, ur. 21 września 1956 w Tule) – rosyjska lekkoatletka, sprinterka, mistrzyni uniwersjady. Podczas swojej kariery reprezentowała Związek Radziecki.

## Kariera sportowa
Specjalizowała się w biegu na 400 metrów. Zdobyła srebrny medal w tej konkurencji (za swą koleżanką z reprezentacji ZSRR Iriną Baskakową) oraz złoty medal w sztafecie 4 × 400 metrów (w składzie: Ana Kastecka, Baskakowa, Lalina i Irina Nazarowa) na uniwersjadzie w 1981 w Bukareszcie.
Zajęła 2. miejsce w sztafecie 4 × 400 metrów w finale pucharu Europy w 1981 w Zagrzebiu i 4. miejsce tej konkurencji w zawodach pucharu świata w 1981 w Rzymie.
Rekord życiowy Laliny w biegu na 400 metrów wynosił 50,91 s. Został ustanowiony 23 maja 1983 w Krasnodarze.
Pracuje jako docent w katedrze wychowania fizycznego i sportu Tulskiego Uniwersytetu Państwowego.